# Sutoro
Il Syriac Security Office (ܡܟܬܒܐ ܕܣܘܬܪܐ ܣܘܪܝܝܐ in siriaco), comunemente noto come Sutoro o Sutoro Police è un'organizzazione paramilitare di autodifesa creata nel 2013 dalla popolazione Assiro-Cristiana della Siria nel contesto della Guerra civile siriana iniziata nel 2011.

Il gruppo rappresenta una delle forze armate del Partito dell'Unione Siriaca (SUP) ed è attivo prevalentemente nel Governatorato di al-Hasaka. Opera in coordinazione con il Syriac Military Council (MFS) e le forze curde del YPG in opposizione alle Forze armate siriane e allo Stato Islamico.

La forza militare è composta da circa 1.000 effettivi dotati di sole armi leggere con funzioni di polizia e controllo del territorio in affiancamento all'equivalente curdo Asayish.

## Qamishli Sootoro
Il ramo con sede a Qamishli, traslitterato Sootoro, si è de facto separato dal controllo del SUP alla fine del 2013, per schierarsi con le Forze armate siriane. Qamishli è una roccaforte governativa, la più orientale, strategica sia per il confine con la Turchia, che per la presenza di un aeroporto e di una base militare.